# 聯合國地理方案 (亞洲)

联合国地理方案 關於亞洲共有5個次區域。
根據聯合國統計司之UN M.49文件，聯合國地理方案将世界上的国家或地区进行特定的地理分区和分组僅为统计方便，并不表示联合国对有关国家、领土、城市或地区的政治或其它所属有任何的假设。
統一碼根據聯合國UN M.49資料做出通用當地數據儲存庫的文件 Territory Containment (UN M.49)。
下列國名及地區名使用通用當地數據儲存庫所提供的正體
中文名稱。
亞洲次區域圖：
]]

## 西亞
- 阿拉伯聯合大公國
- 亞美尼亞
- 亞塞拜然
- 巴林
- 賽普勒斯
- 格鲁吉亚
- 以色列
- 伊拉克
- 約旦
- 科威特
- 黎巴嫩
- 阿曼
- 巴勒斯坦
- 卡塔尔
- 沙烏地阿拉伯
- 敘利亞
- 土耳其
- 葉門
- 伊朗

## 中亞
- 土庫曼
- 塔吉克
- 吉爾吉斯
- 哈薩克
- 烏茲別克

## 東亞
- 中華人民共和國
- 香港
- 日本
- 朝鮮
- 韓國
- 蒙古
- 澳門
- 台灣[3][6][7][8][9][10]

## 南亞
- 阿富汗
- 孟加拉
- 不丹
- 印度
- 斯里蘭卡
- 馬爾地夫
- 尼泊爾
- 巴基斯坦

## 東南亞
- 汶萊
- 印尼
- 柬埔寨
- 寮國
- 緬甸
- 馬來西亞
- 菲律賓
- 新加坡
- 泰國
- 東帝汶
- 越南